# Boulevard Saint-Denis
O Boulevard Saint-Denis é uma via localizada nos limites do 2.º e 3.º arrondissements de Paris ao sul e 10.º arrondissement ao norte.

## Localização e acesso
Faz parte da cadeia dos Grands Boulevards composta, de oeste a leste, pelos boulevards de la Madeleine, des Capucines, des Italiens, Montmartre, Poissonnière, Bonne-Nouvelle, Saint-Denis, Saint-Martin, du Temple, des Filles du Calvaire e Beaumarchais.
É a seção dos Grands Boulevards situada entre a Porte Saint-Martin e a Porte Saint-Denis.
Este local é servido pela estação de metro Strasbourg - Saint-Denis.

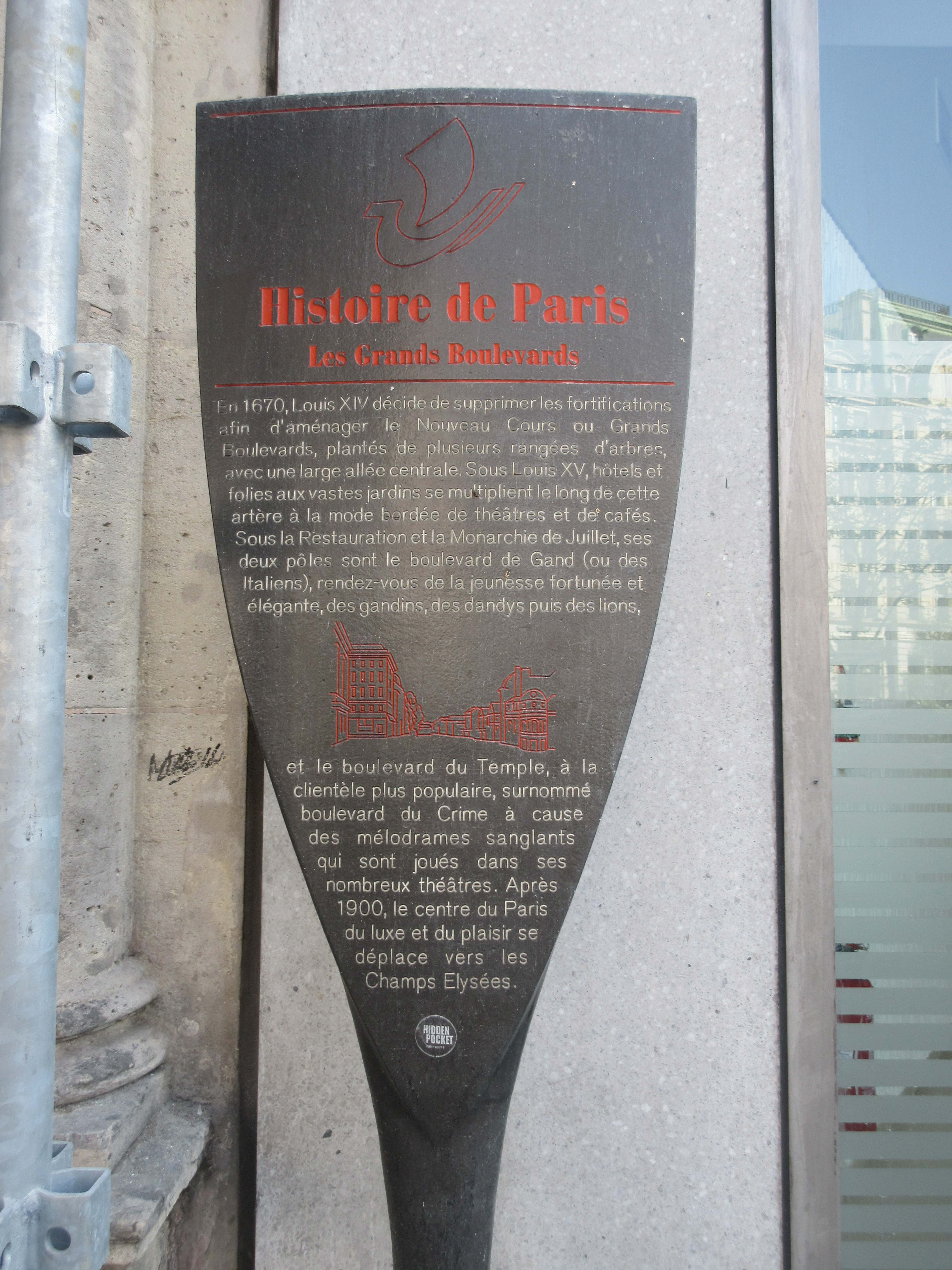
Painel História de Paris
"Les Grands Boulevards"

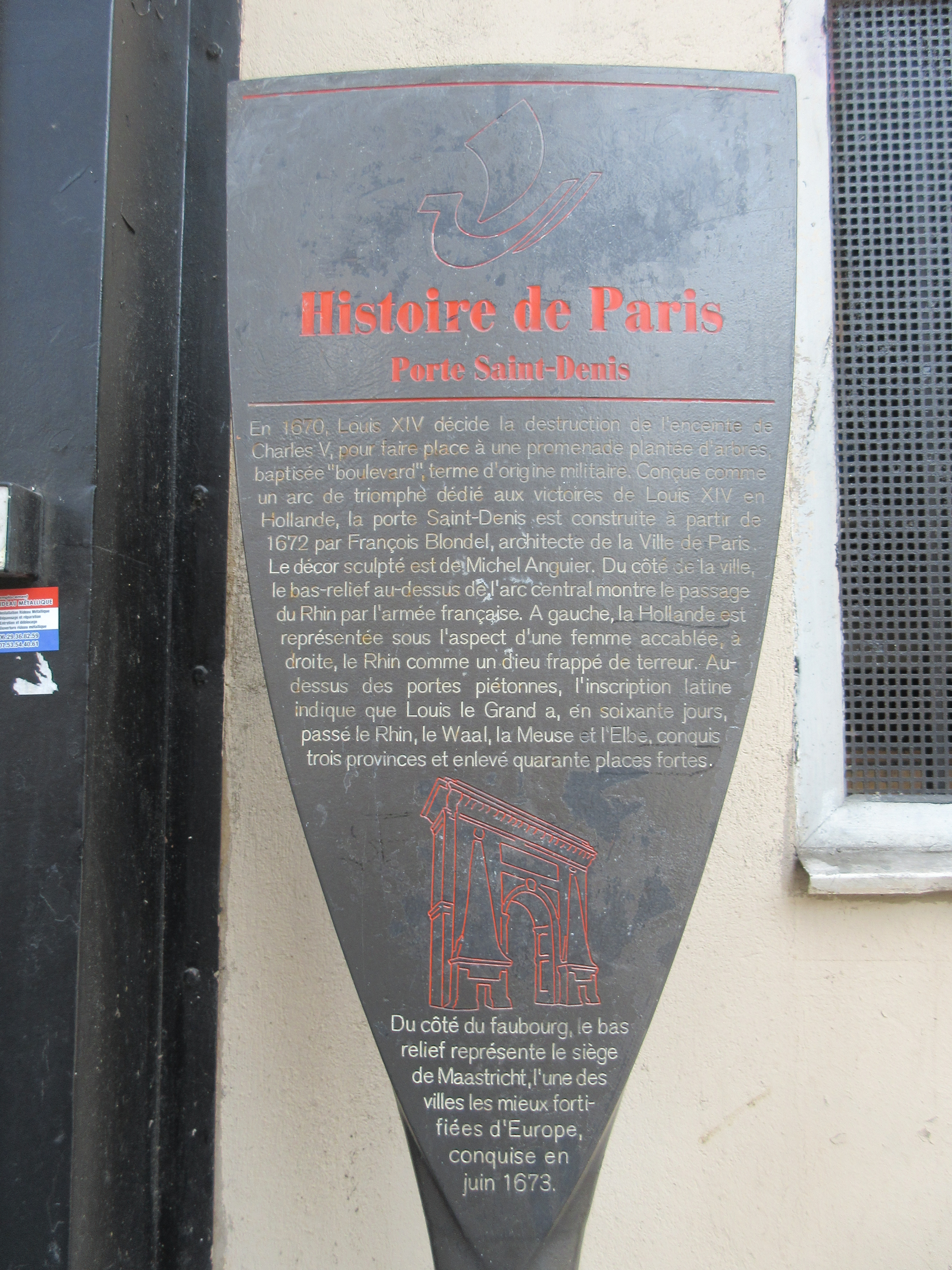
Painel História de Paris
"Porte Saint-Denis"

## Origem do nome
O boulevard deve o seu nome à vizinha Rue Saint-Denis, que o detém pelo fato de ser a estrada que leva diretamente da Pont au Change à cidade de Saint-Denis, onde ficava a necrópole dos reis da França.

## Histórico

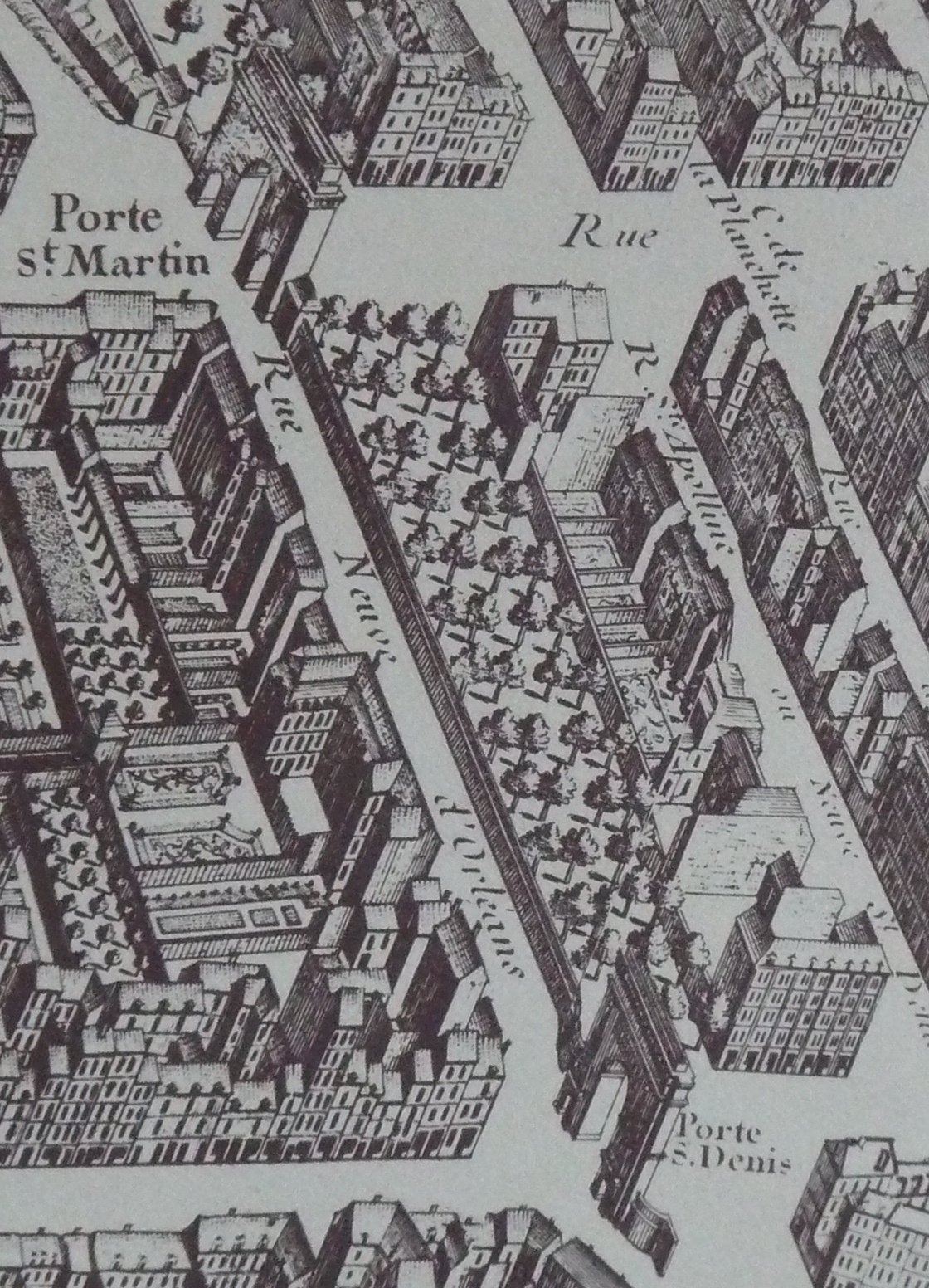
Boulevard e rue Neuve-d'Orléans no Mapa de Turgot.

O Boulevard Saint-Denis foi perfurado por volta de 1660 no local do Muro de Carlos V que se tornou obsoleto. A implantação e plantação deste boulevard foram ordenadas por cartas patentes do mês de julho de 1676.
Uma decisão ministerial de 28 do Messidor Ano X (17 de julho de 1802), assinado Chaptal, determina o alinhamento desta avenida, que, de 1826 a 1828, foi alargada em 10 metros do lado esquerdo. As propriedades do lado dos números ímpares estão alinhadas, exceto a que forma a esquina da Rue Saint-Martin. As casas do lado dos números pares dependiam da Rue Neuve-d'Orléans, que, mais baixa que o bulevar, era separada dela por um muro de contenção. Esta rua existe desde o século XVI. O muro foi destruído durante um grande trabalho de nivelamento realizado em 1826, e a Rue Neuve-d'Orléans foi integrada ao boulevard. Durante a Revolução de Julho, a via foi palco de confrontos entre os insurgentes e a tropa. Um decreto real de 6 de maio de 1836 fixa definitivamente para esta via pública um novo alinhamento que traz a largura do boulevard para 37 metros.

## Edifícios notáveis e lugares de memória
- Porte Saint-Martin, classificado como monumento histórico.[2]
- Porte Saint-Denis, classificado como monumento histórico.[3]